# 孟二冬

孟二冬（1957年1月12日—2006年4月22日），安徽宿县人，北京大学中国语言文学系教授、博士生导师，古代文学教研室教师。中国共产党党员。

## 生平
孟二冬生于安徽省蚌埠宿县。早年在泗县中学读书。1978年3月，通过高考升入宿州师范专科学校（现宿州学院）中文系。1980年2月初，专科毕业后留校担任中文系教师。系里先后安排他去安徽师范大学、北京大学进修两年。此后十多年中，他三次进入北京大学，分别进行进修、攻读硕士学位、攻读博士学位。1994年，博士毕业后的孟二冬留在北京大学中文系任教。后升为教授、博士生导师。
孟二冬的学科专长是中国文学史及中国文学批评史，研究方向是魏晋南北朝隋唐五代文学。撰写《中唐诗歌之开拓与新变》、《韩孟派诗传》等专著。历时七年完成了《〈登科记考〉补正》。
2004年3月，孟二冬主动要求参加北京大学对口支援新疆石河子大学的教学工作。到达石河子大学后的第二周，他出现了严重的嗓子喑哑症状，在医生作出“禁声”的医嘱后，他仍忍住病痛坚持讲课。2004年4月26日，他在剧烈的咳嗽中坚持讲完《唐代文学》最后一课，倒在讲台上。经诊断他患了食管恶性肿瘤，回到北京先后经历3次大手术后，仍坚持课题研究和指导研究生。
2006年4月22日，孟二冬在北京病逝，享年49岁。
2006年4月26日，孟二冬遗体告别仪式在八宝山革命公墓第一告别室举行。4月23日，远在千里之外的胡锦涛委托中共中央办公厅打电话到北京大学，对孟二冬教授的逝世表示哀悼，慰问孟二冬教授的亲属，并以个人名义送了花圈。4月26日，胡锦涛又给孟二冬送上花圈。2006年5月25日，孟二冬之女孟菲致信胡锦涛。胡锦涛很快回信。此信后收录在2016年出版的《胡锦涛文选》中。
为了表彰他的事迹，人事部、教育部授予他“全国模范教师”荣誉称号。胡锦涛称赞他“为人师表，品德高尚”。教育部党组作出了《关于向孟二冬同志学习的决定》，在教育系统开展了“向孟二冬学习”的活动。中华全国总工会向孟二冬颁发了全国五一劳动奖章。2006年6月，中组部追授孟二冬“全国优秀共产党员”荣誉称号。2009年被评选为“一百位新中国成立以来感动中国人物”。
2009年，电影《孟二冬》上映，该片由蒙古族导演哈斯朝鲁执导，谭洋、郑卫莉主演。

## 著作
- 1996年 《陶渊明集译注》
- 1998年 《中唐诗歌之开拓与新变》
- 2003年 《〈登科记考〉补正》